# 점탄성
점탄성(粘彈性, viscoelasticity)은 변형시 점성과 탄성을 같이 보이는 성질이다. 재료 과학 및 연속체 역학에서 점탄성은 변형을 겪을 때 점성 및 탄성 특성을 모두 나타내는 재료의 특성이다. 물과 같은 점성 물질은 응력이 가해질 때 전단 흐름과 변형에 선형적으로 저항한다. 탄성 소재는 늘어나면 변형되고 응력이 제거되면 즉시 원래 상태로 돌아간다.
점탄성 재료는 이 두 가지 특성을 모두 갖고 있으므로 시간에 따른 변형률을 나타낸다. 탄성은 일반적으로 규칙적인 고체의 결정학적 평면을 따라 늘어나는 결합의 결과인 반면, 점도는 비정질 물질 내부의 원자 또는 분자 확산의 결과이다.

## 같이 보기
- 생체 재료
- 생물역학
- 유리 전이
- 유변학
- 고무 탄성
- 실리퍼티